# シャドー・メーカーズ
『シャドー・メーカーズ』（原題：Fat Man and Little Boy）は、1989年制作のアメリカ合衆国の映画。
第二次世界大戦末期、アメリカが日本に落とすべく原子爆弾を開発したマンハッタン計画に携わりながら、それに対する疑念を抱き続けた科学者たちの心の葛藤を描く。ローランド・ジョフィ監督、ポール・ニューマン主演。日本では劇場未公開。

## キャスト
| 役名                                   | 俳優                           | 備考                                      |
| -------------------------------------- | ------------------------------ | ----------------------------------------- |
| レズリー・グローヴス                   | ポール・ニューマン             | N/A                                       |
| J・ロバート・オッペンハイマー          | ドワイト・シュルツ             | N/A                                       |
| マイケル・メリマン                     | ジョン・キューザック           | ルイス・スローティンを モデルとしている。 |
| キティ・オッペンハイマー               | ボニー・ベデリア               | N/A                                       |
| キャスリーン・ロビンソン               | ローラ・ダーン                 | N/A                                       |
| リチャード・シェーンフィールド軍医大尉 | ジョン・C・マッギンリー        | N/A                                       |
| ジーン・タトロック                     | ナターシャ・リチャードソン     | N/A                                       |
| ロバート・ラスバン・ウィルソン         | トッド・フィールド             | N/A                                       |
| メルローズ・ハイドン・バリー少将       | フレッド・ダルトン・トンプソン | N/A                                       |
| フランツ・ゲーテ                       | アラン・コーデュナー           | N/A                                       |
| ボリス・パッシュ                       | マディソン・メイソン           | N/A                                       |
| ホイットニー・アッシュブリッジ         | エド・ローター                 | N/A                                       |
| ケネス・ホワイトサイド博士             | デル・クローズ                 | N/A                                       |
| Dora Welsh                             | メアリー・パット・グリーソン   | N/A                                       |
| Robert Tuckson                         | ジョン・コンシダイン           | N/A                                       |
| Robert Harper                          | ジェームズ・エックハウス       | N/A                                       |
| Douglas Panton                         | クラーク・グレッグ             | N/A                                       |
| Brehon Somervell                       | ローガン・ラムジー             | N/A                                       |